# گوردس
گوردس (به ترکی استانبولی: Gördes) شهری است در کشور ترکیه که در استان مانیسا واقع شده‌است. جمعیت این شهر بر اساس سرشماری سال ۲۰۰۸ میلادی ۱۰٬۸۴۵ نفر و بر اساس برآوردهای سال ۲۰۰۹ میلادی ۱۱٬۳۹۵ نفر می‌باشد.